# Tim Storms
Tim Storms (nacido el 28 de agosto de 1972) es un cantante y compositor estadounidense.

## Carrera musical
Aunque nació en Tulsa (Oklahoma, EE. UU.), Storms creció en Waterloo (Indiana). Su afinidad con la música se hizo evidente en su adolescencia. Cuatro días después de graduarse en la escuela secundaria, retornó a Oklahoma para comenzar una carrera en la música cristiana.
Desde entonces Storms ha aparecido con una variedad de grupos vocales, incluidos Freedom, Vocal Union, AVB, Acappella, y Rescue.
También trabajó con el grupo “50's at the Hop” de la ciudad de Branson (Misuri). Fue votado el Bajo del Año de Branson por tres años consecutivos, y se encuentra en el Salón de la Fama de los Presentadores de Branson (Branson’s Entertainers Hall of Fame).
Storms se unió al Pierce Arrow Theater a principios de la temporada del año 2006.
Además de sus presentaciones en todo EE. UU., Storms también se ha presentado en Brasil, Francia, Suiza, Jamaica y las islas Fiyi.
```
          Al hacer vibrar sus cuerdas vocales a 8 golpes por segundo (8 
hercios
, que equivale a un 
si
-2
), Storms estableció un récord 
Guinness
 en la nota más grave producida por un ser humano.
```

Este tono (dos octavas más grave que el si0, que es el si más grave de un piano) se encuentra fuera del rango auditivo humano.
Esta marca se certificó en enero del 2002.
Storms también tiene el récord mundial Guinness al registro vocal masculino más amplio. Sus marcas han sido publicadas en el libro de premios Guinness World Records 2006.
Storms reside en Branson (Misuri) con su esposa Angie y su hija Emma. Actualmente hace presentaciones con el anterior récord grave, Dan Britton. Britton es socio gerente del teatro Pierce Arrow, y también cantante, y ha mantenido el récord durante veinte años.